# Mauvages
Mauvages est une commune française située dans le département de la Meuse, en région Grand Est. Elle doit sa notoriété principalement à sa fontaine-lavoir de style néo-égyptien et au tunnel de Mauvages sur le canal de la Marne au Rhin, le second plus long tunnel fluvial de France, qui relie la localité à Demange-aux-Eaux.

## Géographie

### Localisation
Mauvages est située dans le sud du département de la Meuse, à 76 km de la sous-préfecture Verdun, 22 km du chef-lieu d'arrondissement Commercy et 12 km au nord du chef-lieu de canton Gondrecourt-le-Château. La ville importante la plus proche est Nancy, située à 59 km à l'est dans le département voisin de Meurthe-et-Moselle.
La localité se trouve dans la vallée de la Méholle, sur le bief de partage entre le bassin de la Meuse et celui de la Seine. Ses environs sont vallonnés et boisés. Elle s'étend sur 2 000 hectares dont 500 hectares de forêt communale soumise à l'Office national des forêts. La commune est à seulement 18 km du parc naturel régional de Lorraine. Située à 295 mètres d'altitude, la rivière le Vidus est le principal cours d'eau qui la traverse.

### Communes limitrophes
| Bovée-sur-Barboure | Broussey-en-Blois | Villeroy-sur-Méholle        |
| Demange-aux-Eaux   | Mauvages          | Montigny-lès-Vaucouleurs    |
| Delouze-Rosières   | Delouze-Rosières  | Badonvilliers-Gérauvilliers |

### Hydrographie
La commune est traversée par la ligne de partage des eaux entre les bassins versants de la Meuse et de la Seine au sein respectivement du bassin Rhin-Meuse et du bassin Seine-Normandie. Elle est drainée par le canal de la Marne au Rhin, le ruisseau la Meholle, le ruisseau du Large Pre, le ruisseau de Loyotte et la rigole d'Alimentation,.
Le canal de la Marne au Rhin, long de 293 km et 178 écluses à l'origine, relie la Marne (à Vitry-le-François) au Rhin (à Strasbourg). Par le canal latéral de la Marne, il est connecté au réseau navigable de la Seine vers l'Île-de-France et la Normandie. 

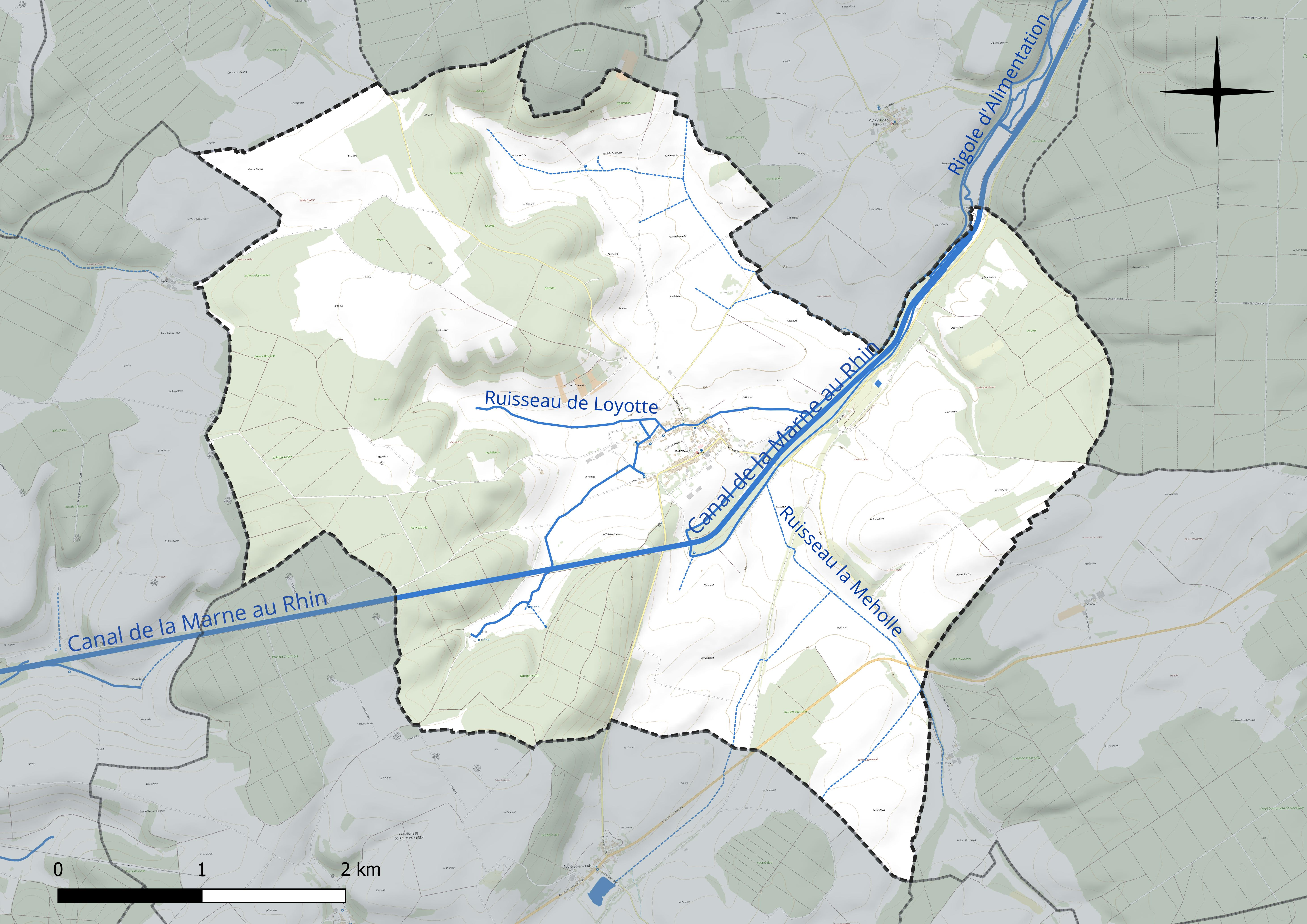
Réseau hydrographique de Mauvages.

### Climat
Pour des articles plus généraux, voir Climat du Grand Est et Climat de la Meuse.
En 2010, le climat de la commune est de type climat de montagne, selon une étude du Centre national de la recherche scientifique s'appuyant sur une série de données couvrant la période 1971-2000. En 2020, Météo-France publie une typologie des climats de la France métropolitaine dans laquelle la commune est exposée à un climat océanique altéré et est dans la région climatique  Lorraine, plateau de Langres, Morvan, caractérisée par un hiver rude (1,5 °C), des vents modérés et des brouillards fréquents en automne et hiver. 
Pour la période 1971-2000, la température annuelle moyenne est de 9,5 °C, avec une amplitude thermique annuelle de 16,4 °C. Le cumul annuel moyen de précipitations est de 1 001 mm, avec 13 jours de précipitations en janvier et 9,6 jours en juillet. Pour la période 1991-2020, la température moyenne annuelle observée sur la station météorologique de Météo-France la plus proche, « Erneville aux Bois_sapc », sur la commune d'Erneville-aux-Bois à 19 km à vol d'oiseau, est de 9,9 °C et le cumul annuel moyen de précipitations est de 1 021,5 mm. 
La température maximale relevée sur cette station est de 39,4 °C, atteinte le 25 juillet 2019 ; la température minimale est de −24,2 °C, atteinte le 18 février 1956,,. 
Les paramètres climatiques de la commune ont été estimés pour le milieu du siècle (2041-2070) selon différents scénarios d'émission de gaz à effet de serre à partir des nouvelles projections climatiques de référence DRIAS-2020. Ils sont consultables sur un site dédié publié par Météo-France en novembre 2022.

## Urbanisme

### Typologie
Au 1er janvier 2024, Mauvages est catégorisée commune rurale à habitat dispersé, selon la nouvelle grille communale de densité à sept niveaux définie par l'Insee en 2022.
Elle est située hors unité urbaine et hors attraction des villes,.

### Occupation des sols
L'occupation des sols de la commune, telle qu'elle ressort de la base de données européenne d’occupation biophysique des sols Corine Land Cover (CLC), est marquée par l'importance des territoires agricoles (57,6 % en 2018), en augmentation par rapport à 1990 (55 %). La répartition détaillée en 2018 est la suivante : 
terres arables (47,6 %), forêts (35,3 %), milieux à végétation arbustive et/ou herbacée (5,7 %), prairies (5,4 %), zones agricoles hétérogènes (4,7 %), zones urbanisées (1,3 %). L'évolution de l’occupation des sols de la commune et de ses infrastructures peut être observée sur les différentes représentations cartographiques du territoire : la carte de Cassini (XVIIIe siècle), la carte d'état-major (1820-1866) et les cartes ou photos aériennes de l'IGN pour la période actuelle (1950 à aujourd'hui).

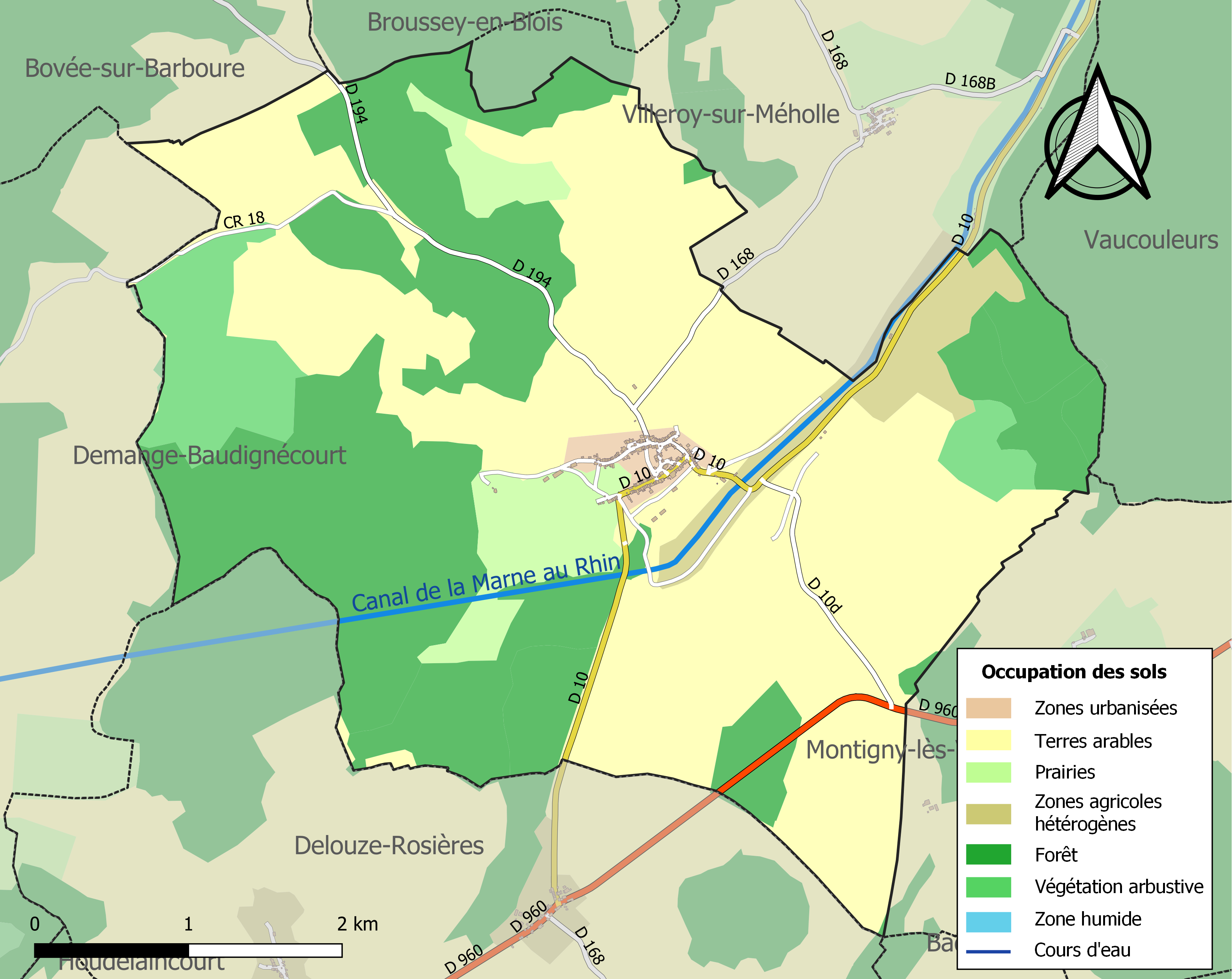
Carte des infrastructures et de l'occupation des sols de la commune en 2018 (CLC).

## Toponymie
Le nom de la localité est attesté sous les formes Malvagia (1011) ; Malvage (1166) ; Mauvaige (1257) ; Mauvage (1264) ; Maulvagiæ, Malvagiæ (1402) ; Mauvaiges (1495-96)
Viendrait de malva, la mauve, une plante qui y abondait autrefois[réf. nécessaire].

## Histoire
Au VIIIe siècle, – en 762 ou 766 – Pépin le Bref donne la terre de Mauvages à l'abbaye de Gorze.
Michel de Montaigne passe une nuit à Mauvages en 1580, lors de son voyage vers l'Italie. Il doit s'arrêter dans ce « petit village » « à cause de la colique », avant de reprendre la route de Vaucouleurs et Domrémy-sur-Meuse.
Le village est dévasté par les Suédois au cours de la guerre de Trente Ans.
Au XVIIe siècle, Antoinette de Vigneulles, épouse de Jean-Louis de Monteval, est dame de Mauvages. Leur fils Charles-Gabriel épouse Claude-Eléonore de Vassinhac-Imécourt. Il meurt en 1744 et sa veuve est dame de Mauvages jusqu'à sa mort, en 1780. La seigneurie passe alors par héritage à Alexandre du Boulet, marquis de Maranvielle, mari de Scholastique de Monteval, fille de Charles-Gabriel et Claude-Eléonore.
À partir de juillet 1917, un camp des troupes américaines de l'American Expeditionary Force (AEF) abritant l'état-major d'un régiment du génie et le poste de commandement d'une brigade d'artillerie est implanté dans la commune, ainsi qu'un hôpital pour les blessés légers et une antenne de Young Men's Christian Association (YMCA). La ligne ferroviaire qui passe à proximité joue un rôle important dans le ravitaillement et l'approvisionnement du front.
Les troupes américaines s'entraînent au tir au canon et obusier ainsi qu'au lancer de grenades dans les environs du village. Elles sont instruites par une compagnie du 52e bataillon de chasseurs alpins de la 47e division française.
La commune connaît l'occupation dès le 17 juin 1940 et ce malgré la résistance du 332e régiment d'infanterie entre Mauvages et Rosières-en-Blois du 16 au 17 juin 1940 pour couvrir le canal de la Marne au Rhin.
Libérée le 31 août 1944, la commune retrouve le calme du monde rural. Une stèle commémorative de la Seconde Guerre mondiale est érigée à la sortie du village en direction de Rosières-en-Blois : 8 noms de soldats français y sont inscrits.

## Politique et administration
| Période                                  | Période   | Identité               | Étiquette | Qualité     |
| ---------------------------------------- | --------- | ---------------------- | --------- | ----------- |
| Les données manquantes sont à compléter. |           |                        |           |             |
| mars 2001                                | mars 2008 | Louis Magdziarek       |           |             |
| mars 2008                                | mai 2020  | Philippe Dieulin       |           |             |
| mai 2020                                 | En cours  | Pierre-Alexandre Dabit |           | Agriculteur |

## Population et société

### Démographie

#### Évolution démographique
L'évolution du nombre d'habitants est connue à travers les recensements de la population effectués dans la commune depuis 1793. Pour les communes de moins de 10 000 habitants, une enquête de recensement portant sur toute la population est réalisée tous les cinq ans, les populations de référence des années intermédiaires étant quant à elles estimées par interpolation ou extrapolation. Pour la commune, le premier recensement exhaustif entrant dans le cadre du nouveau dispositif a été réalisé en 2007.

En 2022, la commune comptait 240 habitants, en évolution de −10,45 % par rapport à 2016 (Meuse : −4,4 %, France hors Mayotte : +2,11 %).
| 1793 | 1800 | 1806 | 1821 | 1831 | 1836 | 1841 | 1846  | 1851 |
| ---- | ---- | ---- | ---- | ---- | ---- | ---- | ----- | ---- |
| 685  | 683  | 672  | 634  | 630  | 639  | 630  | 1 024 | 687  |

| 1856 | 1861 | 1866 | 1872 | 1876 | 1881 | 1886 | 1891 | 1896 |
| ---- | ---- | ---- | ---- | ---- | ---- | ---- | ---- | ---- |
| 647  | 620  | 636  | 610  | 588  | 569  | 541  | 899  | 549  |

| 1901 | 1906 | 1911 | 1921 | 1926 | 1931 | 1936 | 1946 | 1954 |
| ---- | ---- | ---- | ---- | ---- | ---- | ---- | ---- | ---- |
| 569  | 522  | 631  | 591  | 423  | 384  | 355  | 354  | 354  |

| 1962 | 1968 | 1975 | 1982 | 1990 | 1999 | 2006 | 2007 | 2012 |
| ---- | ---- | ---- | ---- | ---- | ---- | ---- | ---- | ---- |
| 325  | 304  | 218  | 191  | 238  | 236  | 258  | 261  | 287  |

| 2017 | 2022 | - | - | - | - | - | - | - |
| ---- | ---- | - | - | - | - | - | - | - |
| 259  | 240  | - | - | - | - | - | - | - |

On remarque un pic de la population de Mauvages au recensement de 1846 avec 1 024 personnes, en pleine période du chantier du Tunnel de Mauvages (1841-1846).

#### Pyramide des âges
La population de la commune est relativement jeune.
En 2018, le taux de personnes d'un âge inférieur à 30 ans s'élève à 35,9 %, soit au-dessus de la moyenne départementale (32,4 %). À l'inverse, le taux de personnes d'âge supérieur à 60 ans est de 20,0 % la même année, alors qu'il est de 29,6 % au niveau départemental.
En 2018, la commune comptait 128 hommes pour 127 femmes, soit un taux de 50,2 % d'hommes, légèrement supérieur au taux départemental (49,51 %).
Les pyramides des âges de la commune et du département s'établissent comme suit.
| Hommes | Classe d’âge | Femmes |
| ------ | ------------ | ------ |
| 0,8    | 90 ou +      | 3,1    |
| 2,3    | 75-89 ans    | 7,8    |
| 14,6   | 60-74 ans    | 11,6   |
| 22,3   | 45-59 ans    | 27,9   |
| 20,8   | 30-44 ans    | 17,1   |
| 16,2   | 15-29 ans    | 15,5   |
| 23,1   | 0-14 ans     | 17,1   |

| Hommes | Classe d’âge | Femmes |
| ------ | ------------ | ------ |
| 0,8    | 90 ou +      | 2,2    |
| 7,6    | 75-89 ans    | 11     |
| 20,2   | 60-74 ans    | 20,5   |
| 20,6   | 45-59 ans    | 20     |
| 17,4   | 30-44 ans    | 16,8   |
| 16,7   | 15-29 ans    | 13,6   |
| 16,8   | 0-14 ans     | 15,8   |

## Économie
Le village dispose d'un unique commerce qui est une boulangerie faisant épicerie, fruits et légumes, dépôt de gaz, etc. Les activités principales de la commune restent l'agriculture et le commerce de bestiaux qui exploitent la moitié du territoire. L'autre moitié est réservée à la sylviculture. On y trouve aussi de l'artisanat dans le meuble et la mécanique.

## Culture locale et patrimoine

### Lieux et monuments

#### Édifices civils

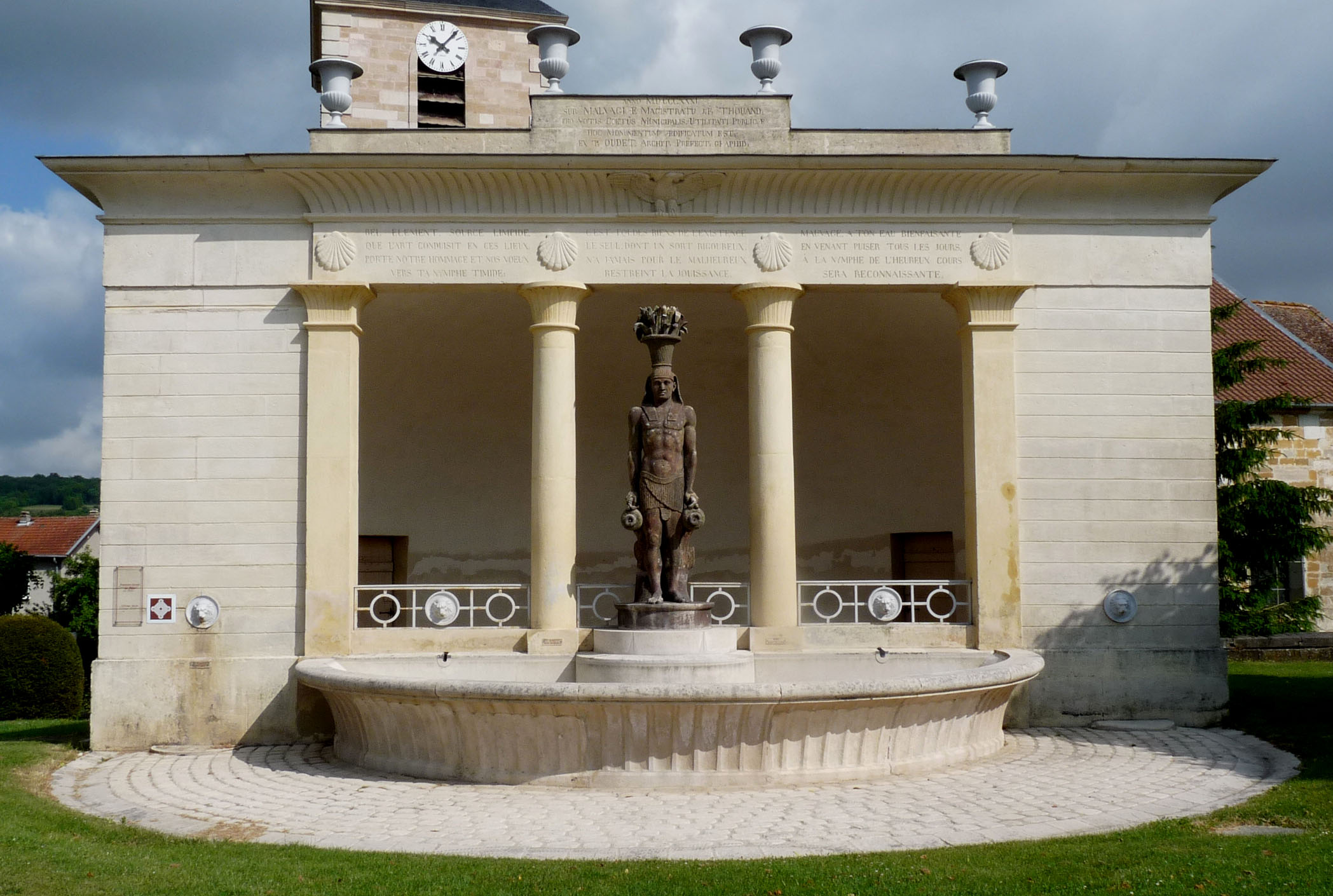
Fontaine-lavoir du Déo.

Fontaines et lavoirsAu cours de la première moitié du XIXe siècle, une grande vague d'hygiénisation touche les campagnes meusiennes et nombre de villages rivalisent d'ambition et d'originalité dans la construction de fontaines et de lavoirs. Mauvages en possède une dizaine.
La plus célèbre est la fontaine-lavoir du Déo. De plan demi-circulaire, c'est une réalisation de l'architecte barisien Théodore Oudet, en 1831. Elle est classée au titre des monuments historiques depuis 1988. En parallèle une autre vague ayant touché le pays, celle de l'égyptomanie, stimulée à la fois par la campagne de Bonaparte en Égypte et les travaux de Champollion, architectes et ingénieurs y puisent volontiers leur inspiration. À Mauvages, Oudet se serait inspiré de deux édifices parisiens pour créer la fontaine du Déo.

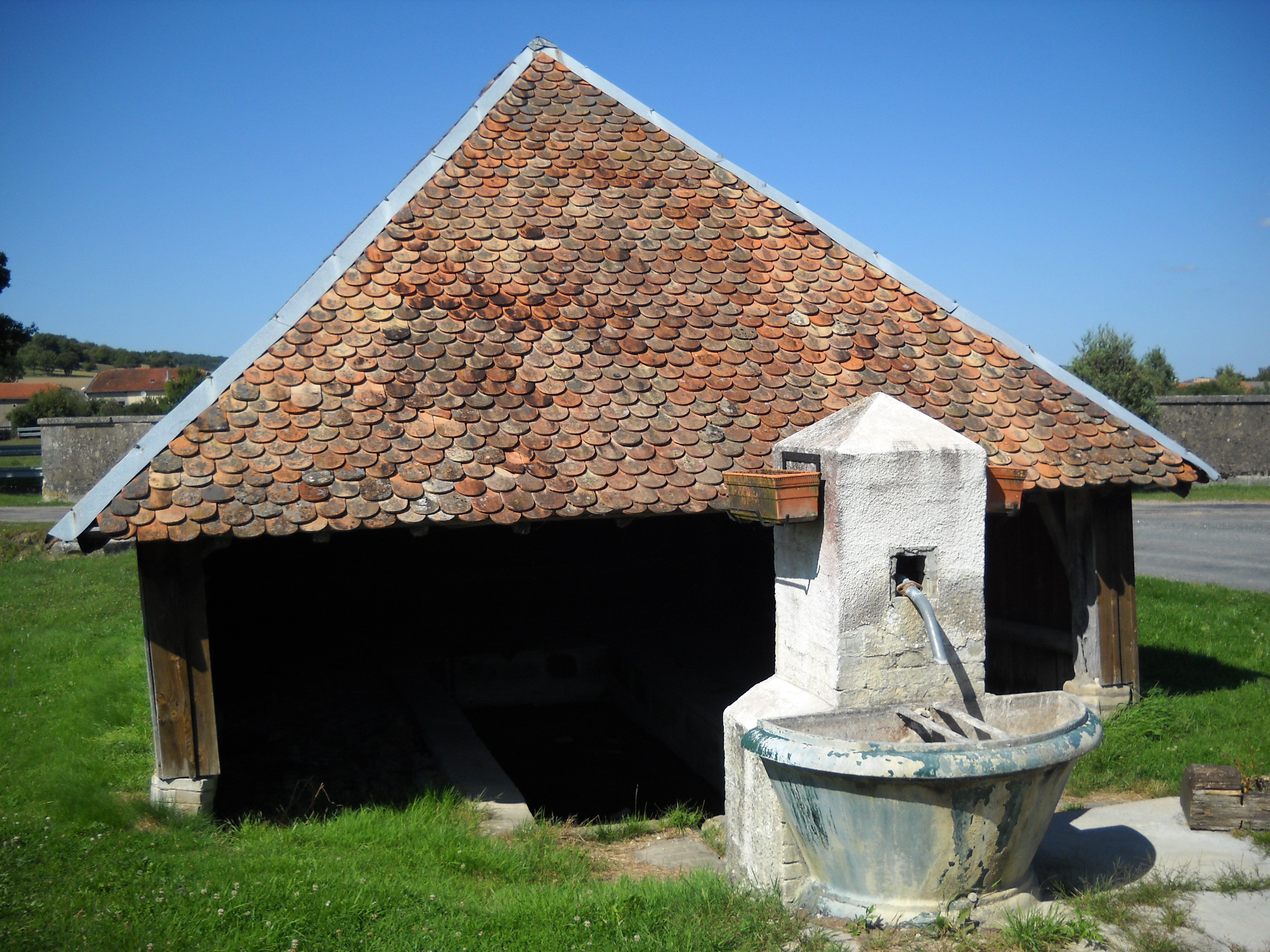
Un des quatre lavoirs du village.
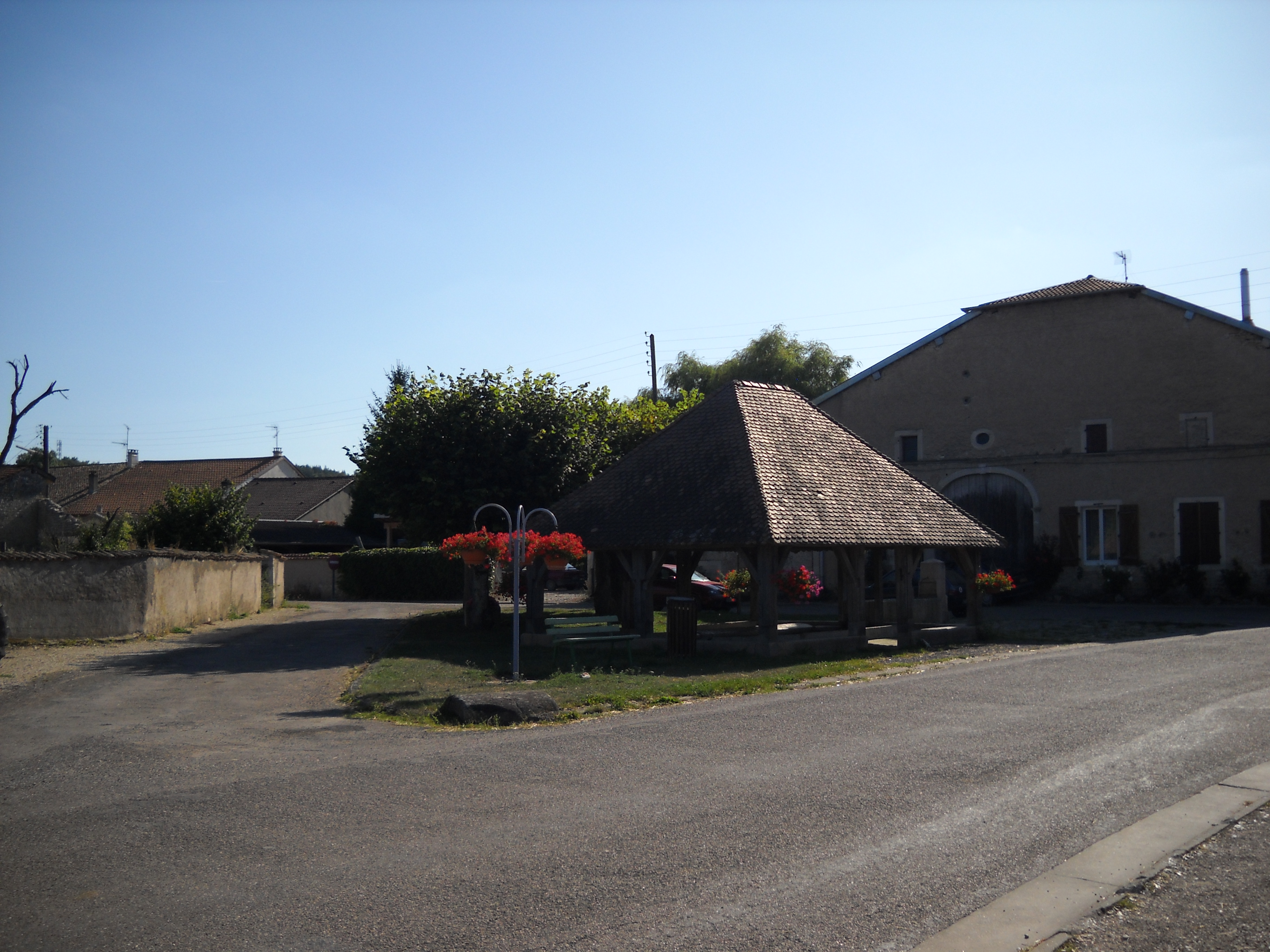
Deuxième lavoir.
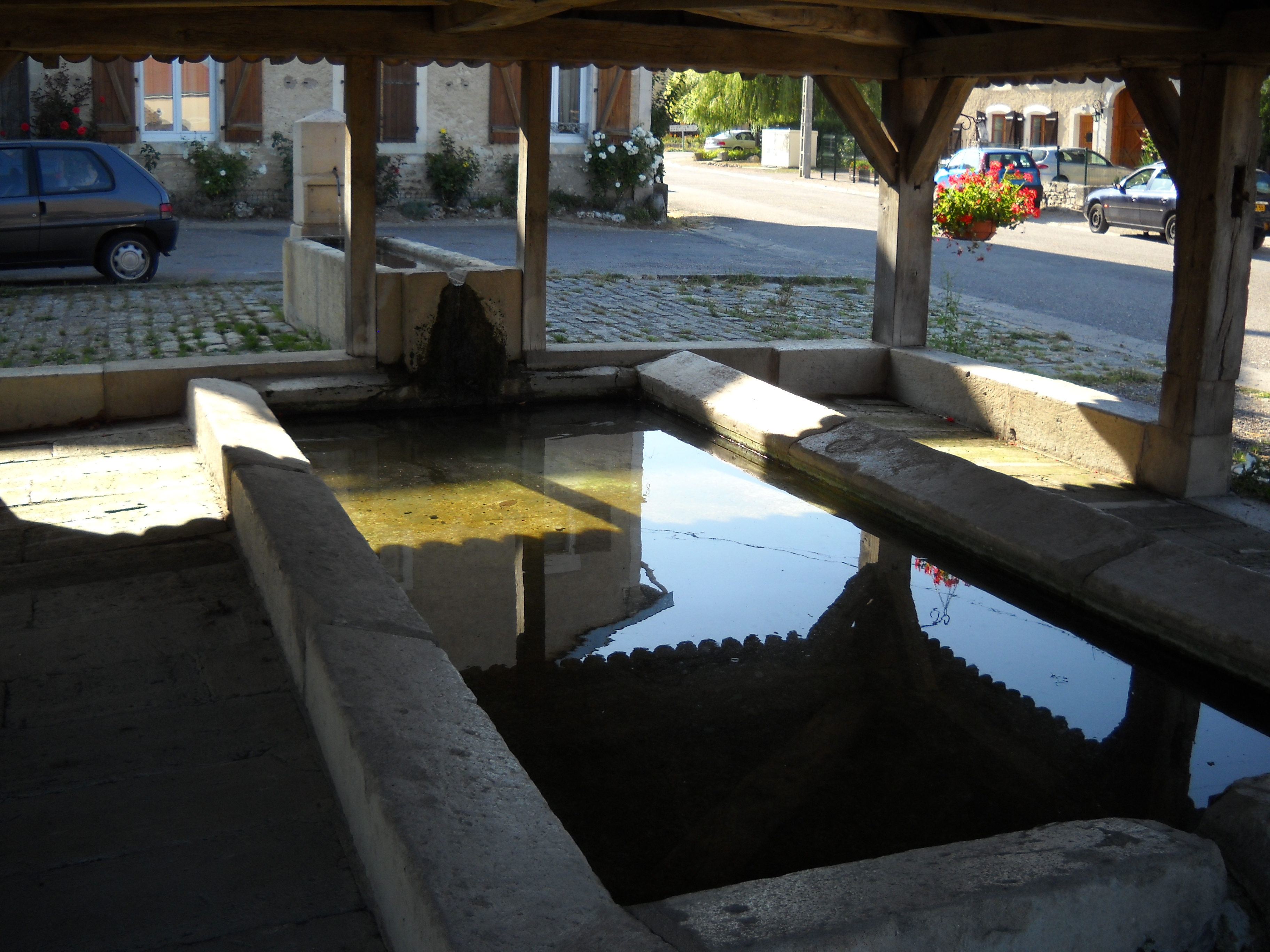
Intérieur du deuxième lavoir.
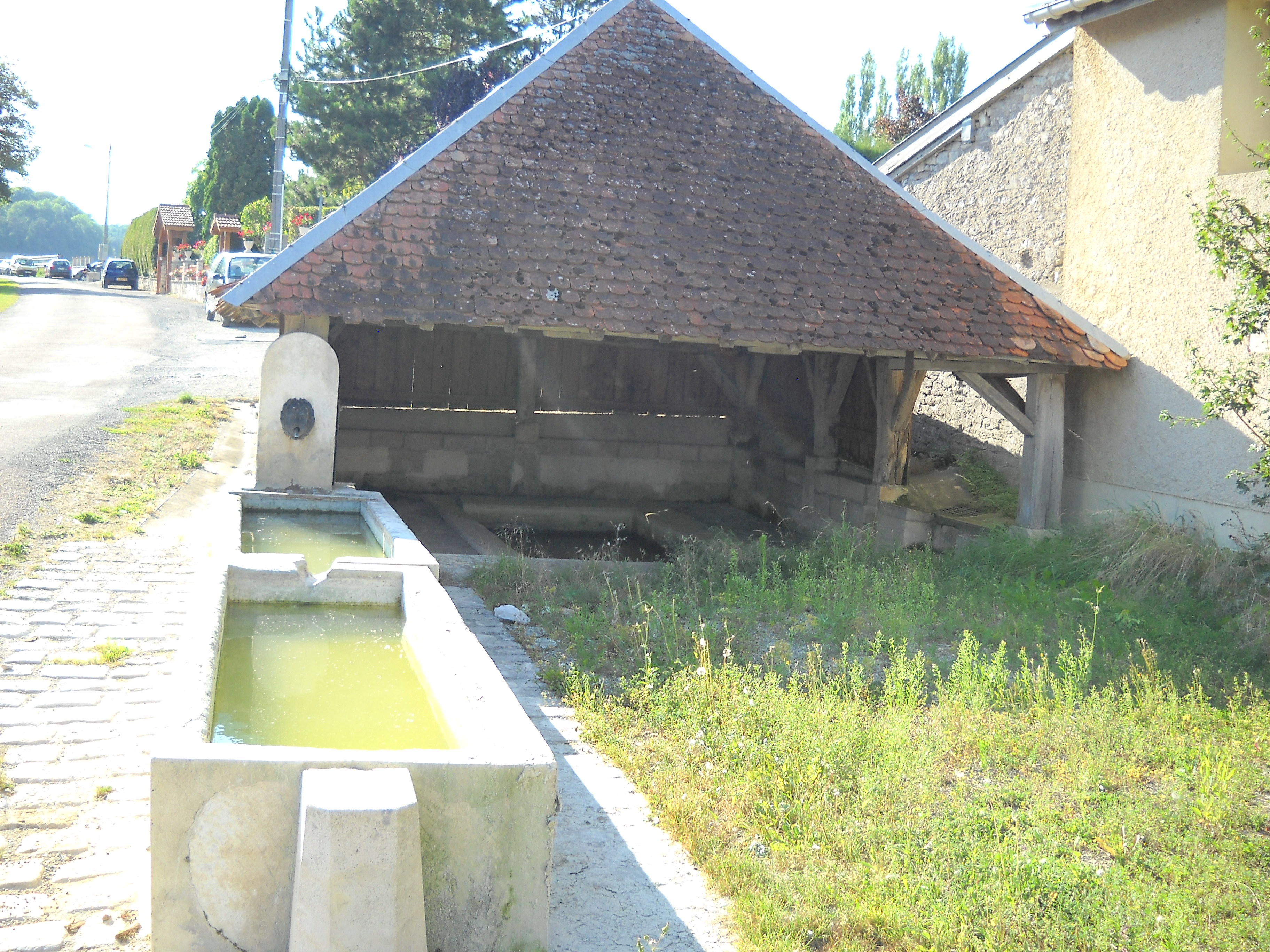
Troisième lavoir.
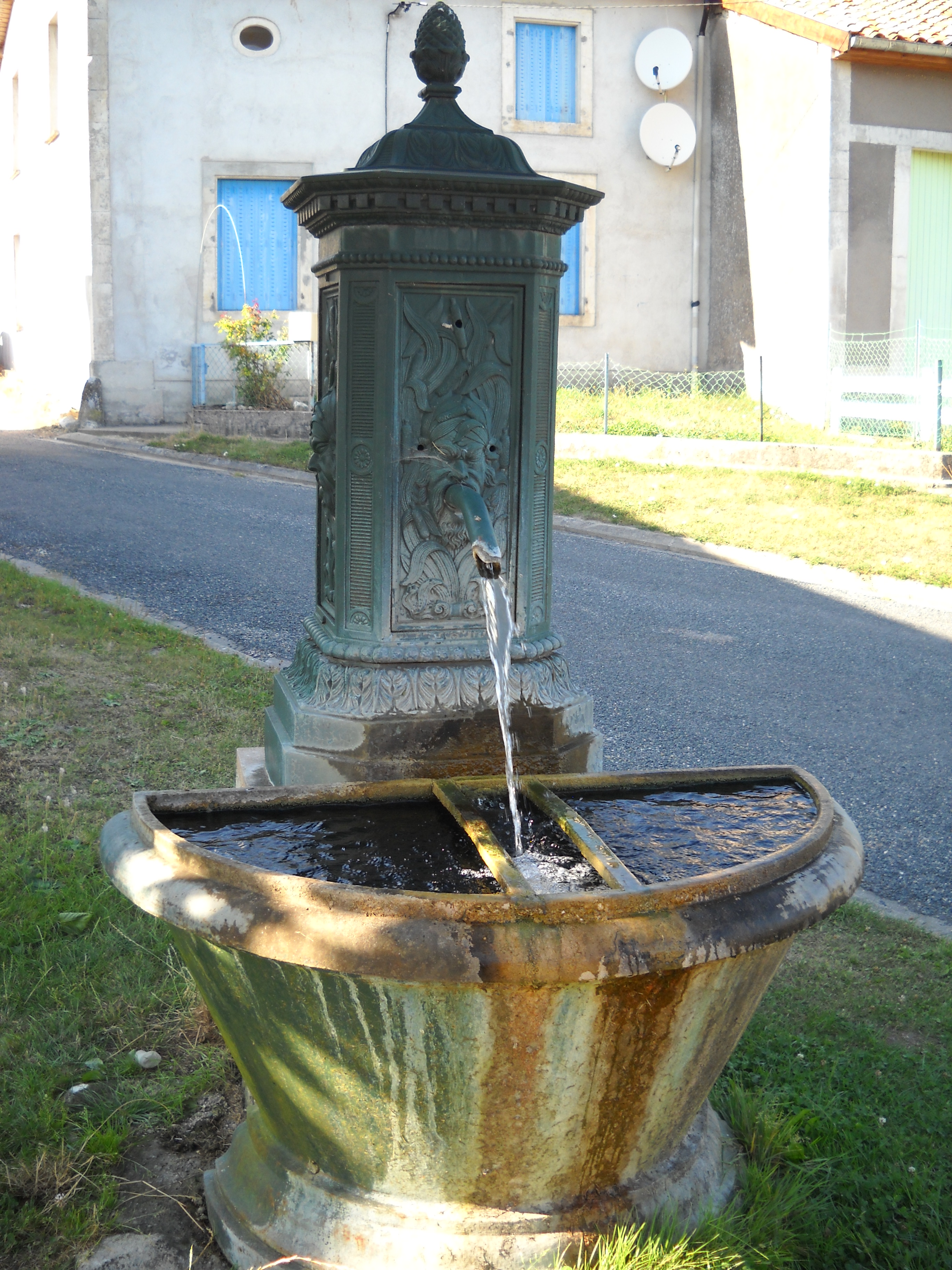
Une des nombreuses fontaines du village.

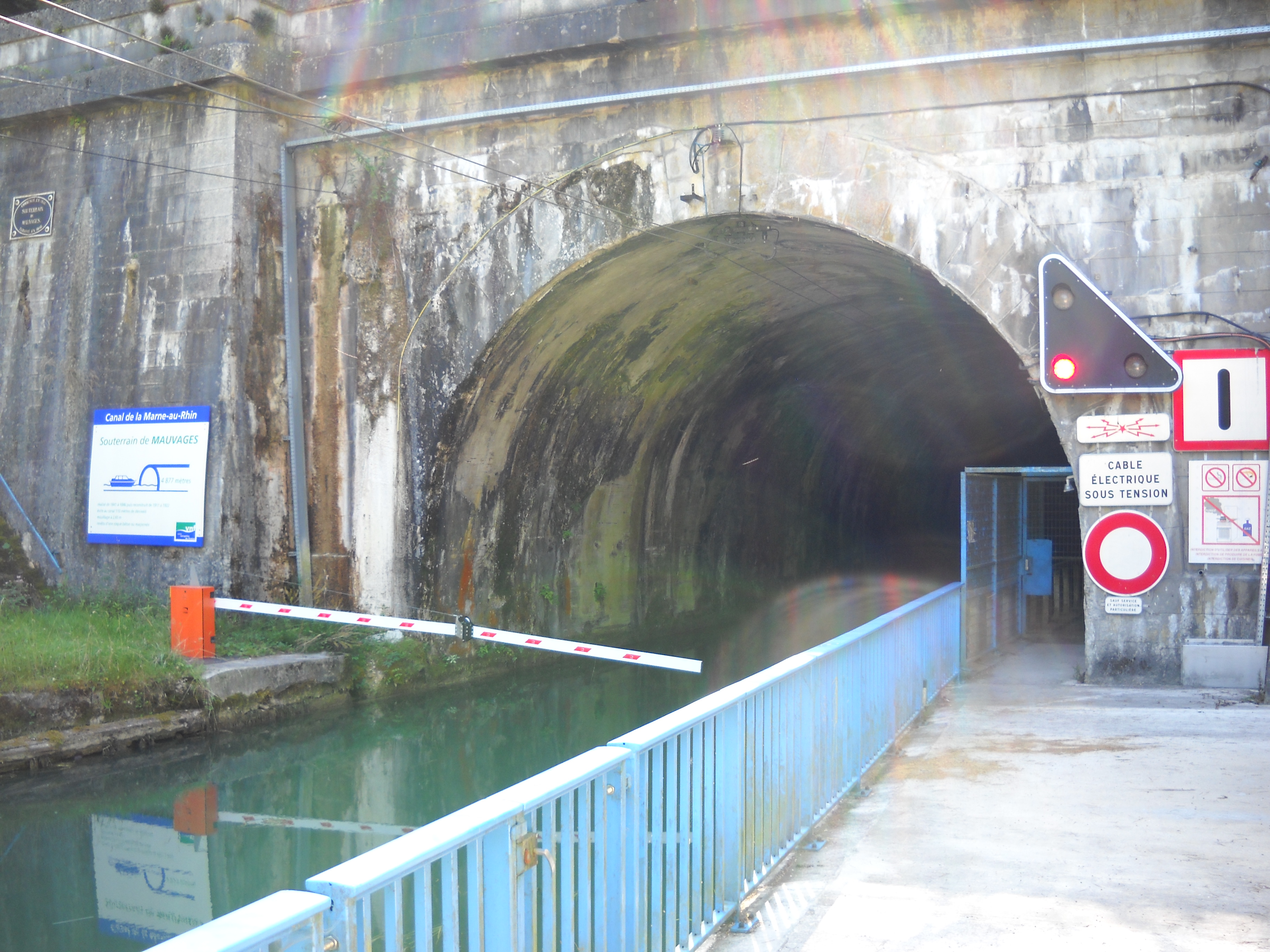
L'entrée du tunnel canal.

Tunnel-canalLe village est situé sur le canal de la Marne au Rhin à l'entrée du tunnel de Mauvages, localement connu sous la dénomination « la voûte ». Creusé sur une longueur de 4 877 mètres, il permet au canal de la Marne au Rhin de passer de la vallée de la Meuse à celle de la Marne sans multiplier le nombre des écluses. Il fut réalisé entre 1841 et 1846, puis reconstruit de 1911 à 1922, avec une interruption pendant la guerre. Une partie de la voûte s'est effondrée en 1959.

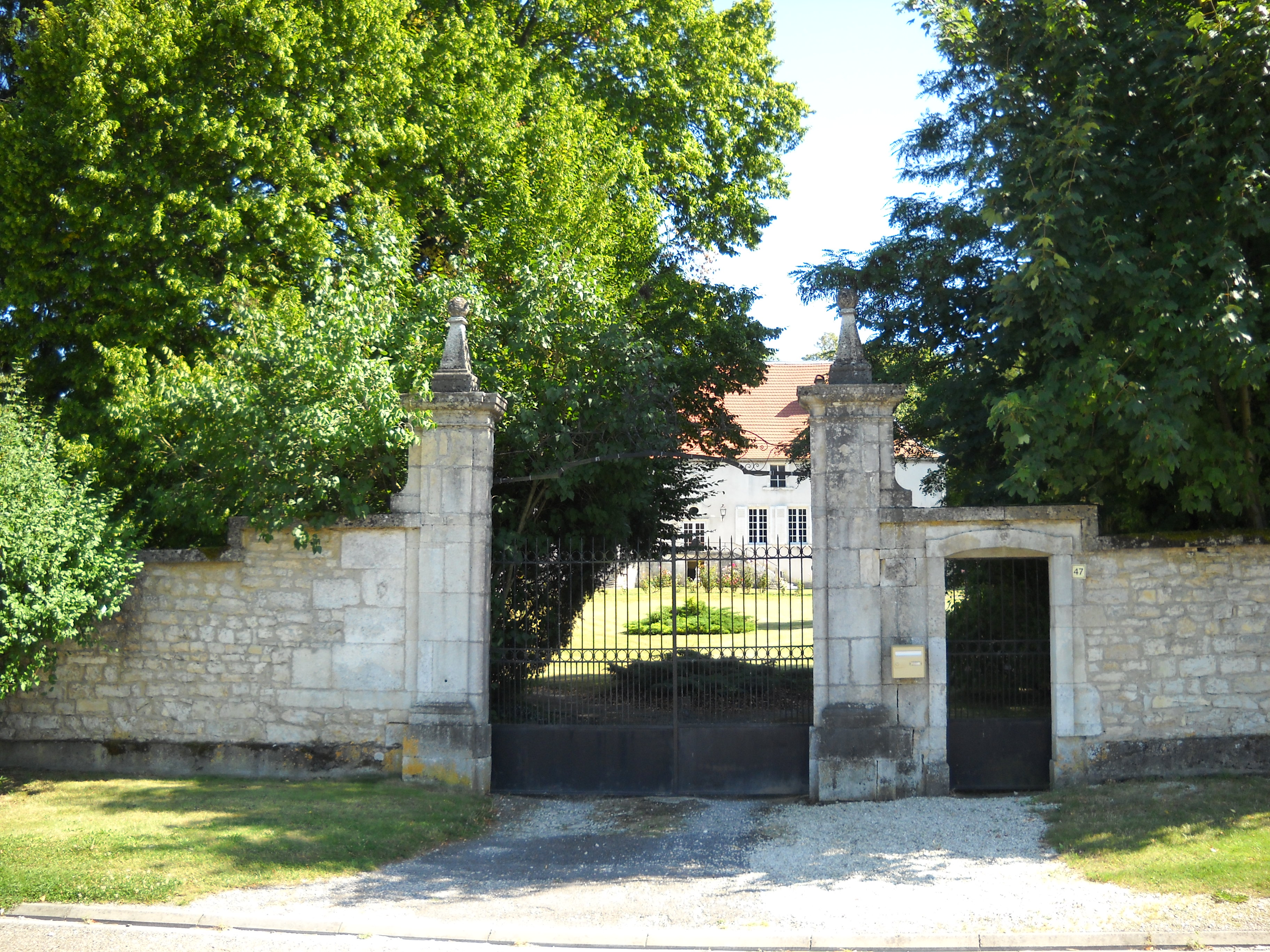
Château de Mauvages

 ChâteauDe taille modeste, le château date du XVIIIe siècle, malgré des allures médiévales. Celui d'origine, édifié au XVe siècle, a été détruit. En 1628, Antoine de Gâtinois et Renée de Lovigny, sa femme, ont cédé la forteresse à Charles de Vigneulles. Antoinette, sa fille, et son époux Jean-Louis de Monteval font bâtir, en 1704, le château qui existe encore,. Il ne reste aujourd'hui que le corps de logis, le portail, certaines parties des dépendances et une tour percée d'une canonnière.
Maisons classéesLa localité a conservé plusieurs maisons du XVIIIe siècle et du début du XIXe siècle. La mairie-école occupe le corps de logis d'une ancienne ferme du XVIIIe siècle transformée entre 1832 et 1836.

#### Édifices religieux

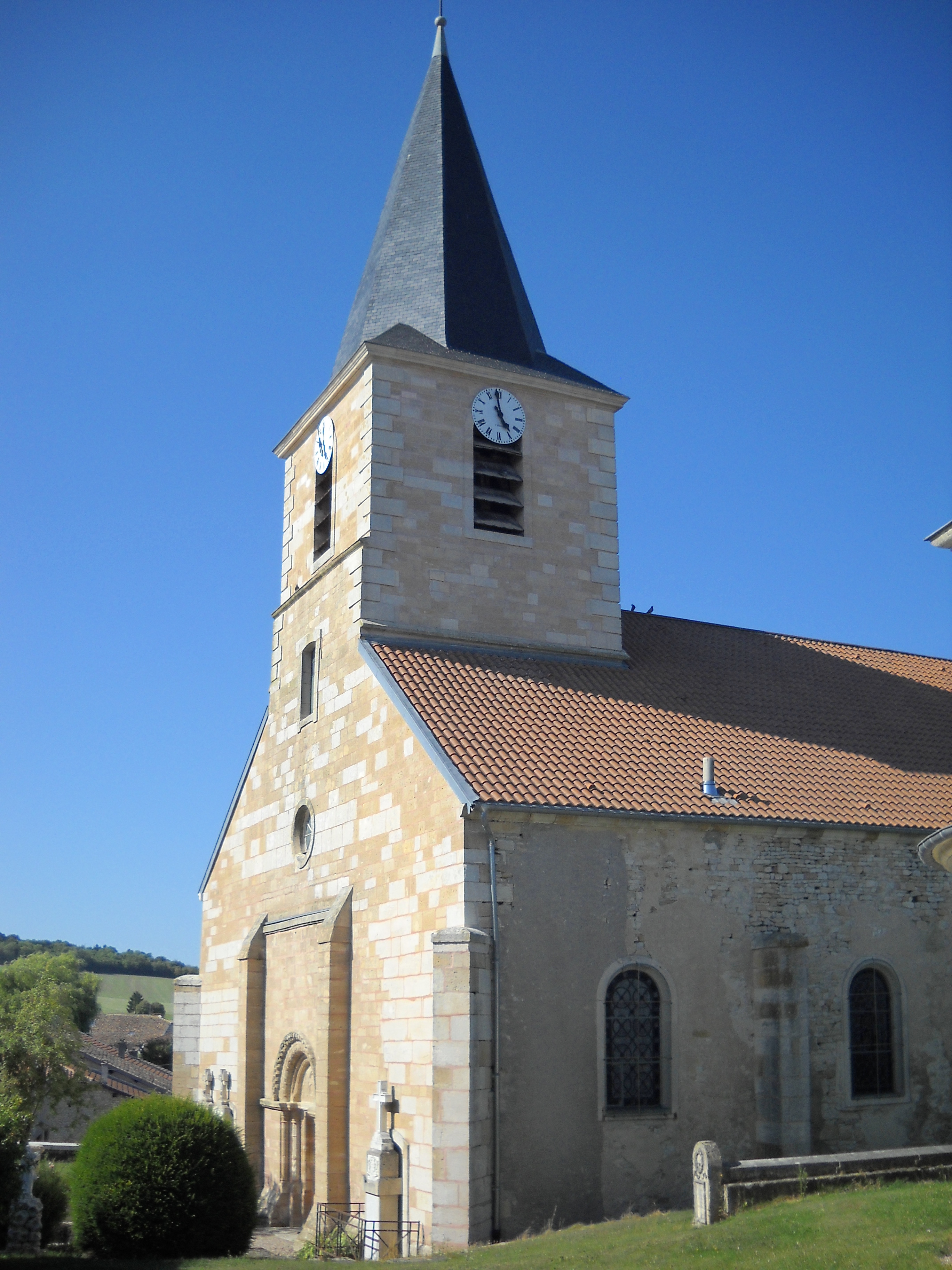
Église Saint-Pantaléon.

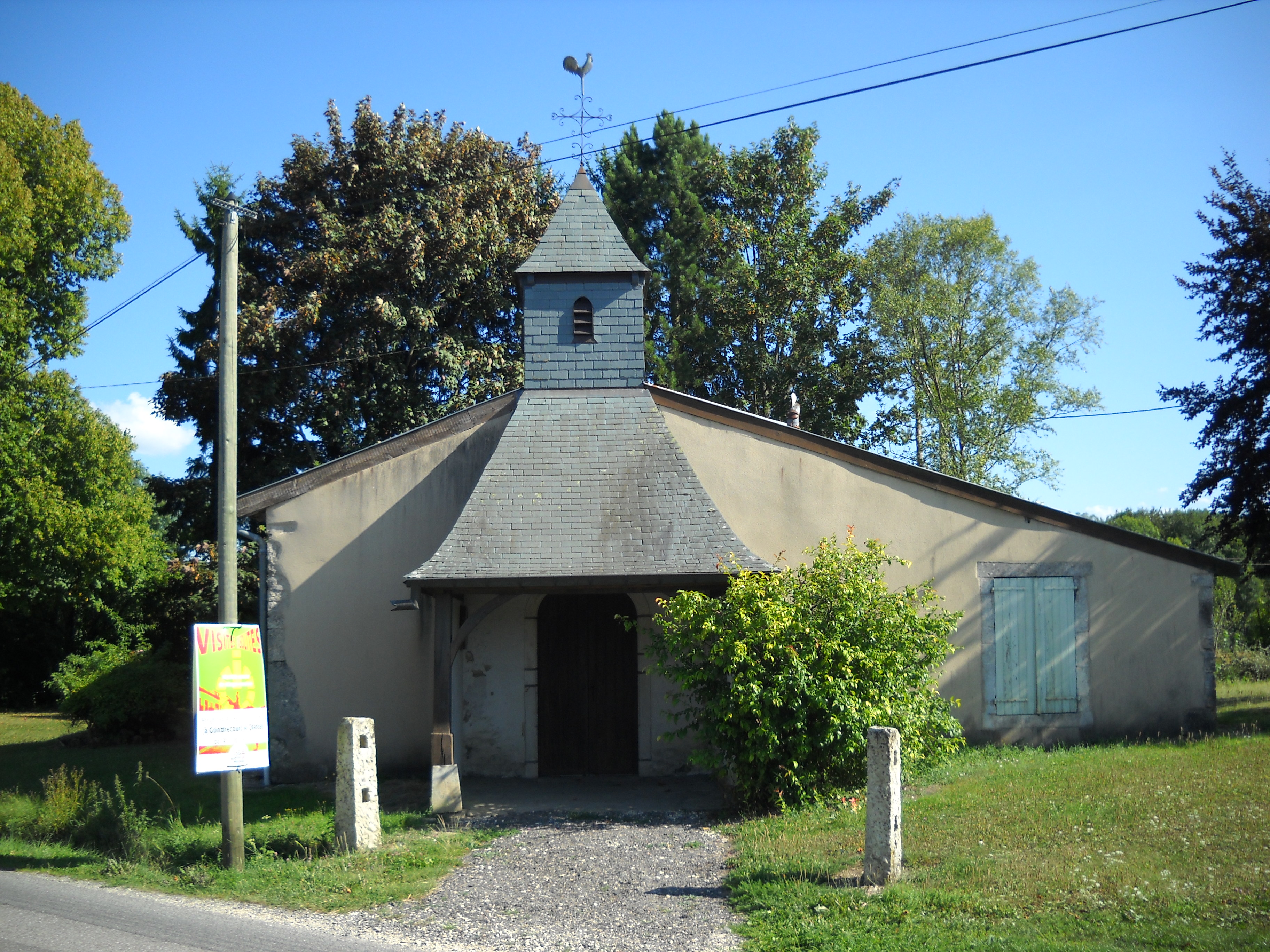
Chapelle Notre-Dame de Bonne Espérance.

Église Saint-Pantaléonle domaine a appartenu à l'abbaye de Gorze en Moselle.
Le portail roman est inscrit aux Monuments historiques depuis 1935. L'église abrite une fresque monumentale de 1547 – seul vestige d'un ensemble de peintures murales –, l'Ecce Homo. C'est une fresque rectangulaire verticale en plein cintre de 180 cm sur 68 cm, dont l'auteur est inconnu. Sur fond architectural, elle met en scène trois personnages : le Christ, au centre, poignets liés, tenant un roseau, entouré de Pilate qui le présente à la foule et d'un homme sur le point de le frapper. Un phylactère déroulé au-dessus des donateurs porte cette inscription : « ECCE HOMO 1547 VIAS TUAS DNE DEMONSTRA MIHI ». La peinture a fait l'objet d'un classement par les Monuments historiques le 2 mai 1988.
Dans l’église, un vitrail réalisé par A. Schmidt-Besch et offert par les familles des victimes de la Grande Guerre, représente une apparition du Christ à un soldat mourant enveloppé dans le drapeau tricolore qui devient son linceul. Une plaque reprend également les noms de soldats morts au Champ d'honneur.
Un retable et l'abside datent également du XVIe siècle. L'église elle-même a été reconstruite au XVIIIe siècle.

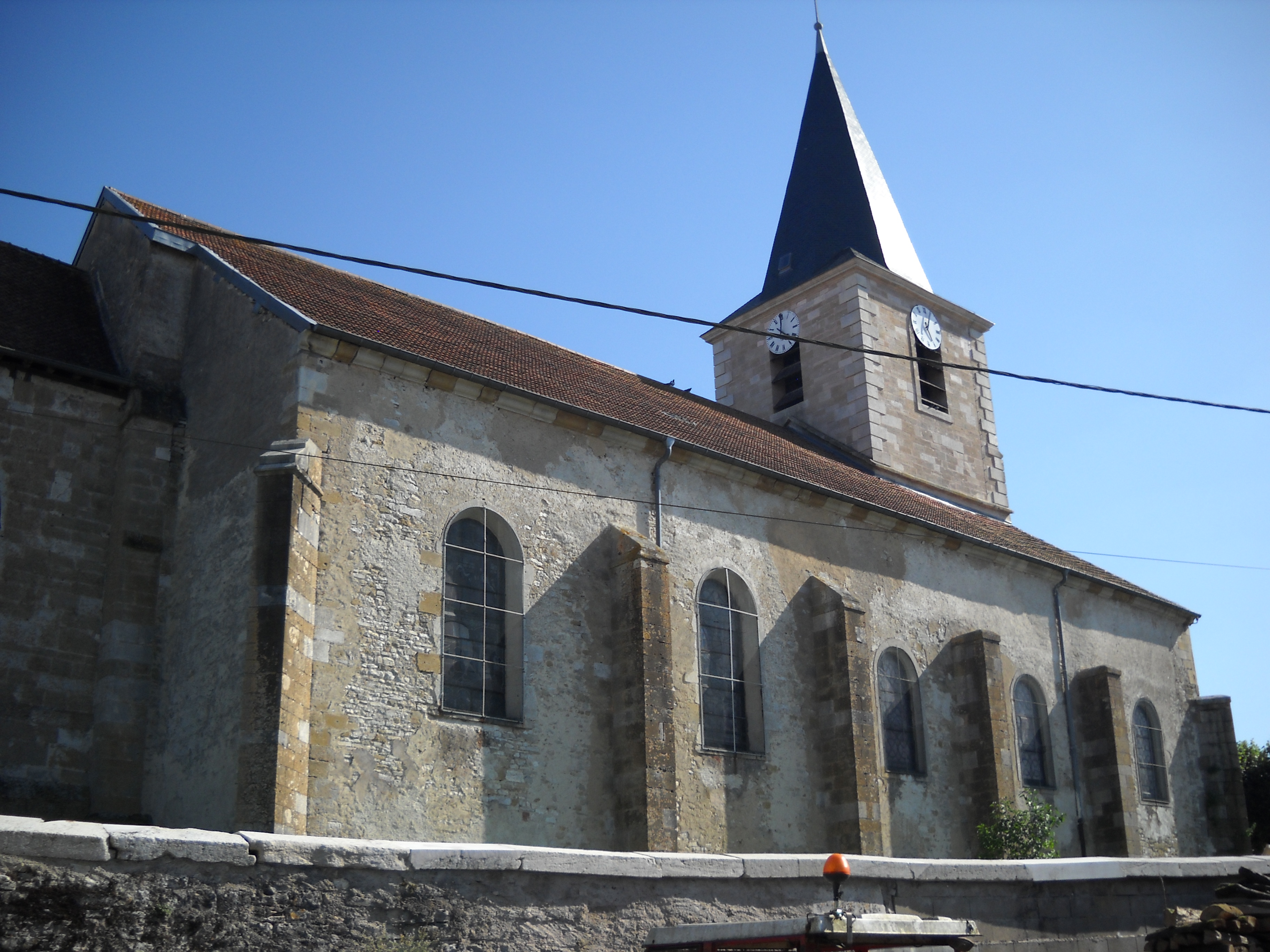
Église.
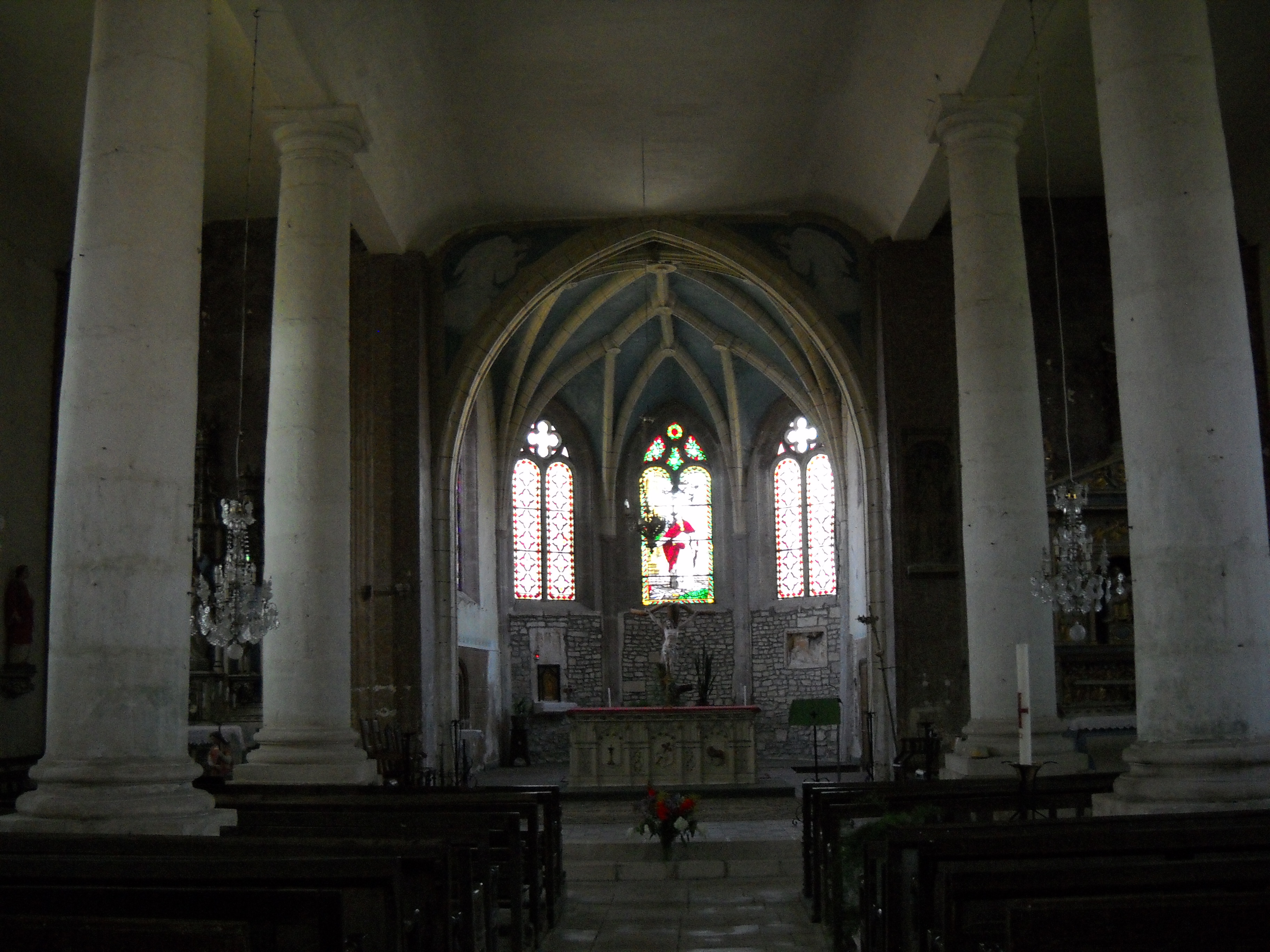
Intérieur de l'église.
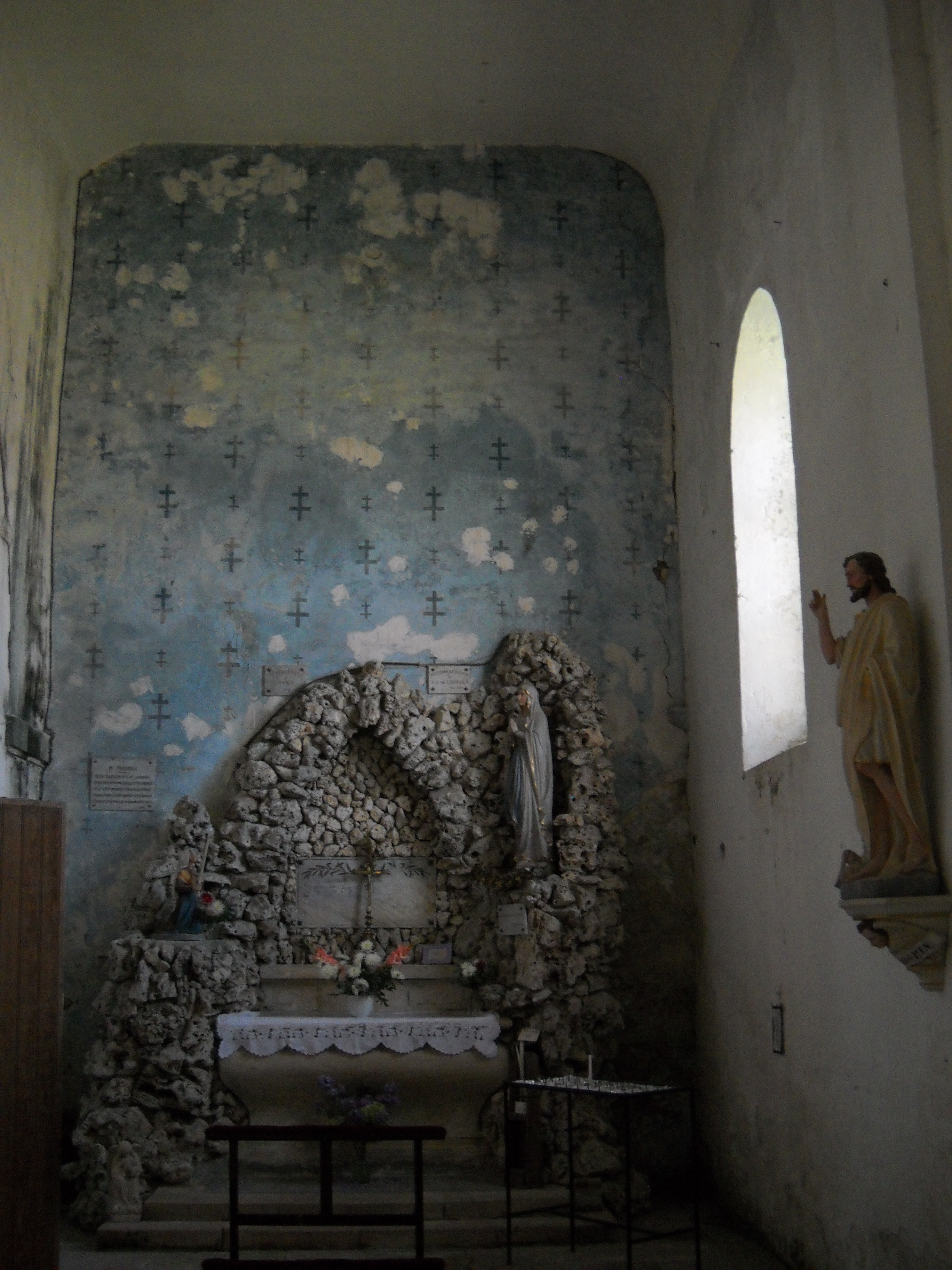
Intérieur de l'église.

Ermitage de la Visitationla chapelle Notre-Dame de Bonne-Espérance est dotée d'un chevet plat, d'un campanile sur la première travée de la nef et d'un auvent en façade. Elle date de la fin du XVIe siècle. Elle fut incendiée pendant la guerre de Trente Ans, restaurée en 1674 comme en témoigne la date gravée sur le portail. Vendue comme bien national, elle fut rachetée par les habitants du village, agrandie et plusieurs fois restaurée. Le logement du chapelain fut agrandi entre 1834 et 1855. C'est un lieu de pèlerinage, mais la chapelle ne fait pas l'objet d'une protection par les Monuments historiques.
Croix de cheminon trouve à Mauvages plusieurs croix de chemin remarquables, comme celles de la Chapelle (1818), du Virée (1861) ou de la Ruelle, qui fut érigée en 1864 par Alphonse Verneau, architecte à Commercy,,.

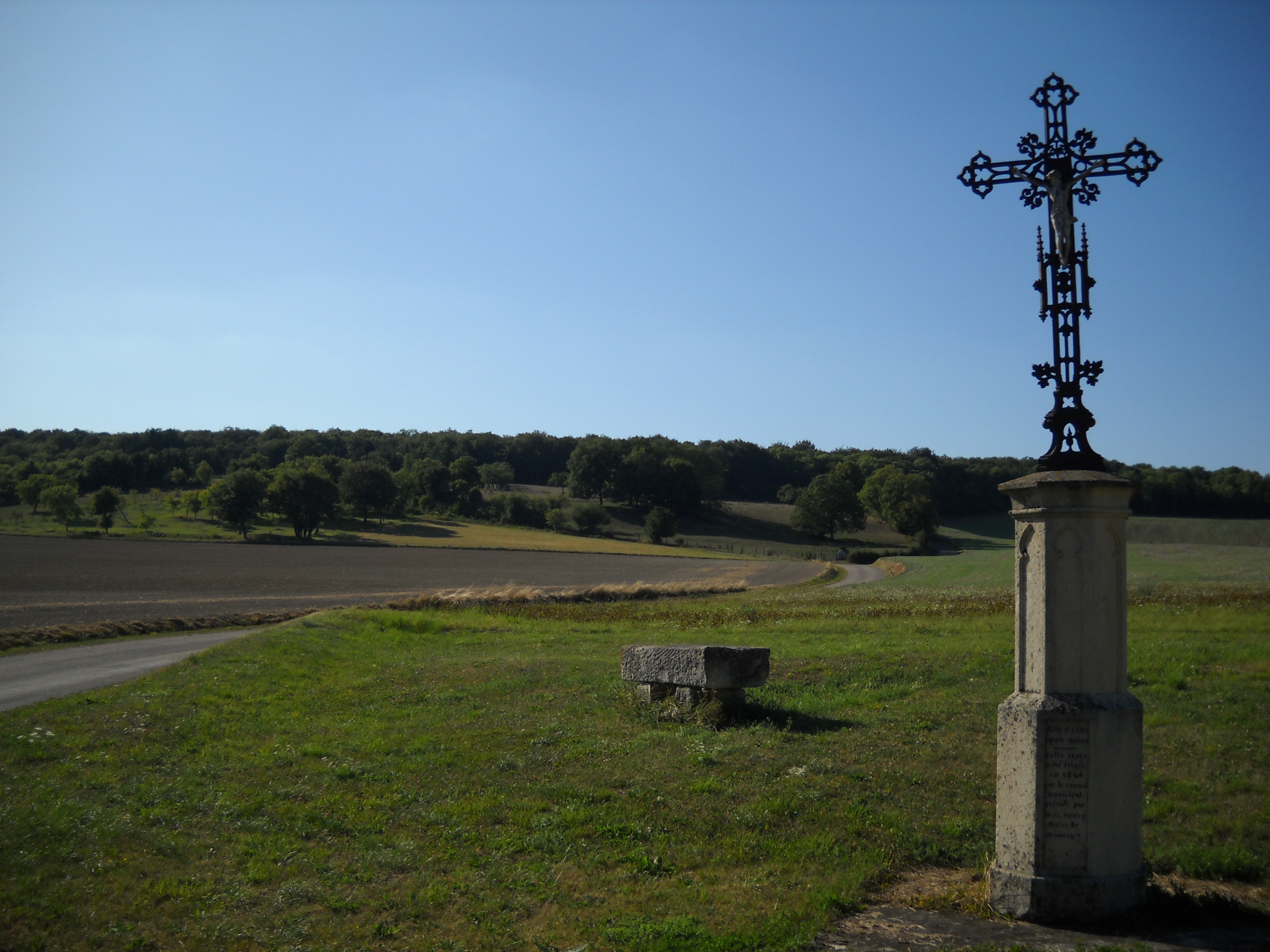
Croix de chemin de la Ruelle.
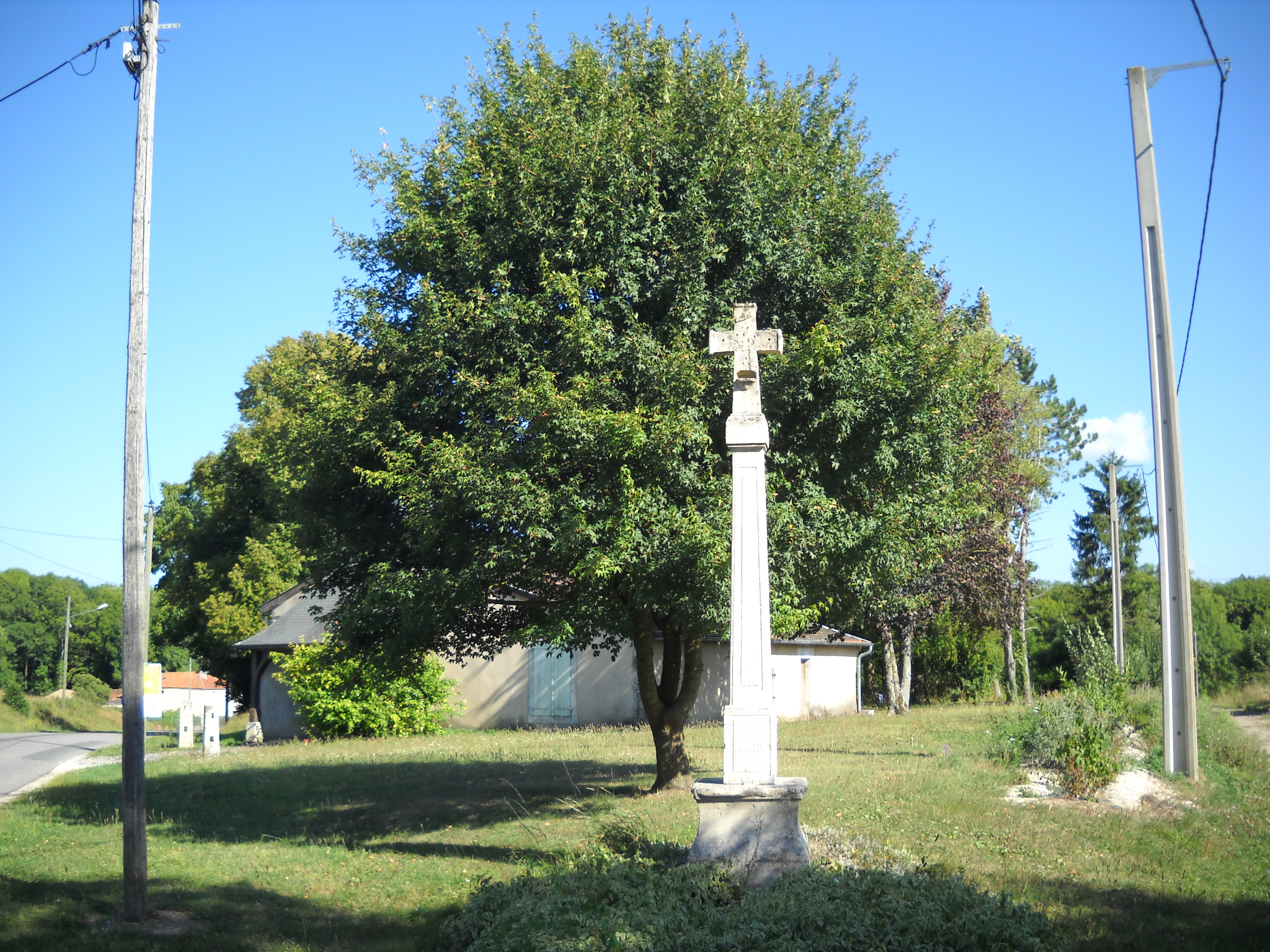
Croix de chemin de la Chapelle.
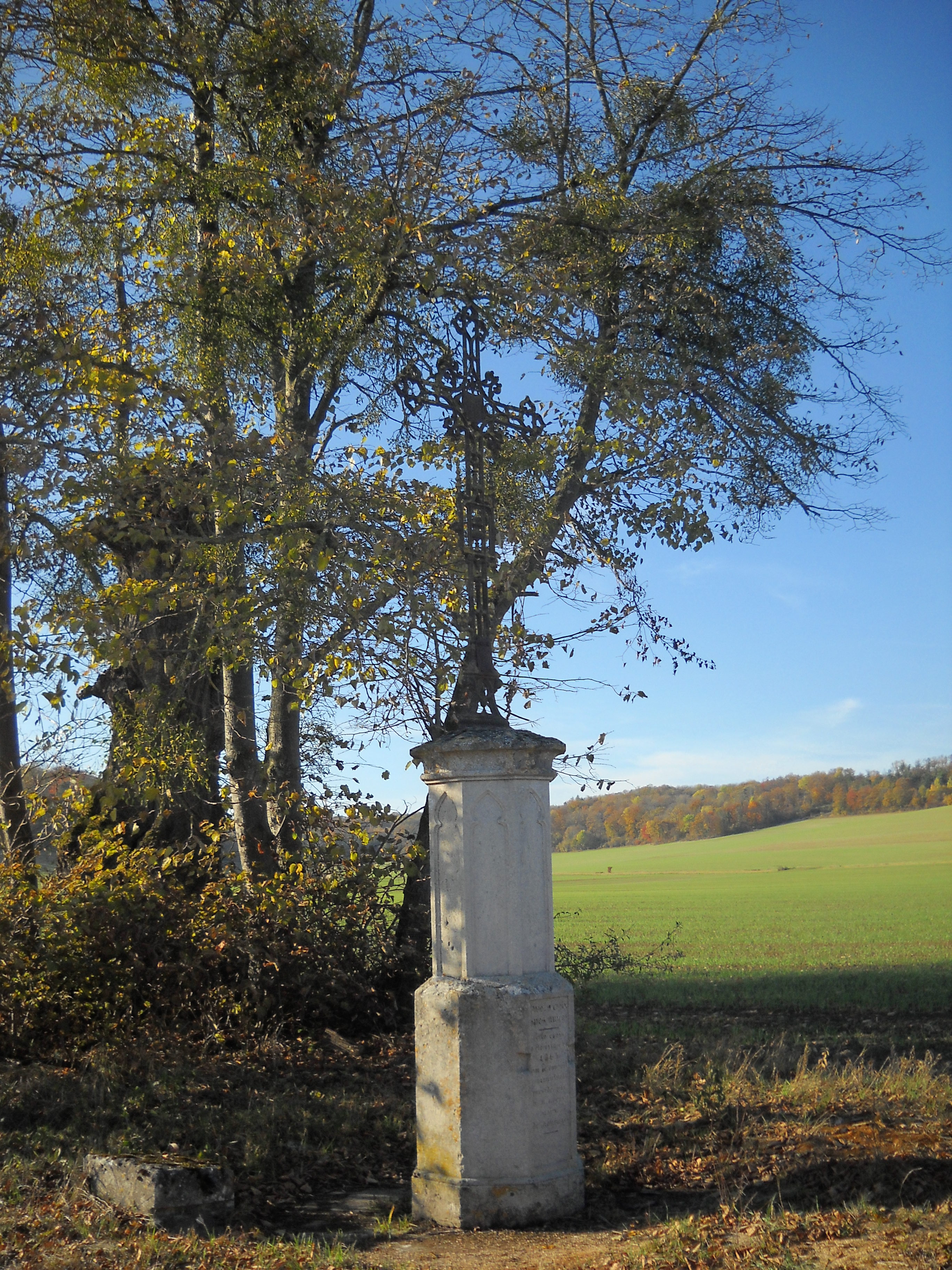
Croix de chemin du Virée.

### Personnalités liées à la commune
- Antoinette de Vigneulles, fille de Charles de Vigneulles et Antoinette de Bildstein, dame de Mauvages, décédée le 9 décembre 1725 et inhumée dans le chœur de l'église[38].
- Jean-Charles Pellerin (Imagerie d'Épinal) dont le père, Nicolas Pellerin, était originaire de Mauvages.
- Auguste Lepage, homme de lettres, est né à Mauvages le 22 mars 1835.
- Auguste Grosdidier député sous la IIIe République, est né à Mauvages le 14 janvier 1846.
- Noël Lancien, compositeur (prix de Rome), directeur de conservatoires et chef d'orchestre, mort à Mauvages en 1999.

### Héraldique
| Blason de Mauvages | Blason  | D'or à deux tours de gueules soutenues par une trangle d'azur abaissée, au caducée de pourpre brochant sur le tout. |
| Blason de Mauvages | Détails | Le statut officiel du blason reste à déterminer.                                                                    |